# 島原大知
島原 大知（しまはら だいち、1998年7月17日 - ）は、日本の写真家・映像作家、カラリスト、脚本家、俳優。大阪府守口市出身。A型。

## 来歴
大阪市立工芸高等学校映像デザイン科を卒業した。在学中には「全国高等学校写真選手権大会（写真甲子園）2016」に近畿ブロック代表校選手の一人として参加し、チームは敢闘賞を獲得した。
大阪芸術大学在籍中に高校時代からの同級生である坂田敦哉とともに『FIGHTING CAMERAMAN』を完成させる（監督が坂田で島原は主演）。同作は、福岡インディペンデント映画祭 2018で、審査委員長を務めた犬童一心から絶賛され本編は10分程度の尺に関わらず20分短編部門のグランプリを受賞する事となった。、10分弱の作品では異例の「20分部門グランプリ」を受賞した。
引き続き坂田敦哉の作品に携わると同時に、ゲーム系の専門学校でゲームエンジンやバーチャル・リアリティ (VR)・複合現実 (MR)について学び、近藤義仁(GOROman)を初めとするVR業界の著名人も訪ねて、当時は発展途上期だったVRやVTuber関連活動にも乗り出した。SHOWROOMで配信もおこなっていた。
その後、個人事業主として数々のYouTuberの編集代行や動画製作に関わりながら広告写真事務所に入社し、映像業界、エンターテインメント業界、写真/映像業界で活動する。
2024年にフリーランスとしての活動を再始動させた。。
企画・出演などを手掛けた『宮田バスターズ(株)-大⾧編-』は、2021年11月に池袋シネマ・ロサにて一週間上映された。翌2022年には3月にTOHOシネマズ日比谷の「TOHOシネマズ ピックアップ・シネマ」第3弾として1日限定で公開され、4月の沖縄国際映画祭では招待作品として上映された。その後、吉本興業エグゼクティブプロデューサー奥山和由が製作に関わり、さらに再編集を施して、シネメディアからの配給により『帰ってきた宮田バスターズ(株)』として2022年8月20日より公開された。『帰ってきた宮田バスターズ(株）』では島原の役職は「号令」とクレジットに記載されている。奥山はTwitterにて、坂田に「号令」について尋ねた際「何でもやる人です」と言われたことを取り上げ、「映画は自由表現、何でもありということをよく知ってる人だなぁと。」と記している。
「号令」の職務は、撮影中に一回しか撮影できない（リテイクが不可能）シーンの際にスタッフ・キャストを集め、「バイブス入れます!」と言った後に気合いを入れるものだった。出演した俳優の山下ケイジは、Twitterに島原が舞台挨拶で「号令」を再現する模様の動画をアップし、動画の中ではこのかけ声のおかげで撮影時には怪我なども起きなかったというコメントがされている。このほかにも舞台挨拶に登壇する際は「バイブス入れます!」の後に舞台から飛び降りたり、激しい動きをして舞台挨拶を締めるのが恒例となっていた。
実際に、島原は撮影時は出演だけでなく体を張ったアクションシーンや撮影外では大型の美術セットの組み立てや小道具の修繕等、火気や燃えているモノの扱い、ドローン空撮やVFXや3DCGを用いた映像表現などの特殊効果だけでなくメインビュアルとなっているポスター撮影も手掛けている。
また、上映に際しては島原一人で視聴用のDVDと各種資料を制作し12日間で公共交通機関、主に鉄道路線を利用して自ら札幌から那覇までの全国56館の劇場に足を運び、手製の資料を1館ずつ渡す形での営業を実施した。島原は後の舞台挨拶で、「一つあたりの都市での滞在時間は1時間なかった」「都市部から離れると列車の本数が少なくなるため、時刻表を頭に入れていた。乗り遅れるとスケジュールが破綻するため常にスーツケースを運び走り回っていた」「食事は基本的に移動中にしか取れる時間がなかった」等と述べた。
映画は12月からネット配信もされる一方、三大都市だけでなく東北地方から九州までの複数の劇場で公開された。
『宮田バスターズ(株)』シリーズのスタッフが再集結した新作のサウナSE映画『銀河健康センター』(amazonプライムビデオ等で配信中)では特殊効果でクレジットされている。
2023年2月に株式会社Afioを設立し、3月にVTuber事務所「TARS lab」を発足させたが、2024年2月にVTuber事務所事業からは撤退。
2025年3月6日を持って株式会社Afioは正式に清算結了した。
解散までに所属していた6人とデビューを控えていたVTuberタレントは全員らいとあっぷ!パートナーに移籍している。
2024年4月より、『銀河健康センター』の2作目『銀河健康センター-2SET-』がU-NEXTにて先行配信を開始した。

## 出演作等
- 「写真甲子園 0.5秒の夏」[監督：菅原浩志] - エキストラ出演/劇中使用写真提供
- 「FITHING CAMERAMAN」[監督:坂田敦哉] - 主演/企画/VFX/3DCG/照明・音声
- 「宮田バスターズ(株)」[監督：坂田敦哉] -  出演/企画/VFX/3DCG/美術/号令
- 「宮田バスターズ(株)-大⾧編-」[監督：坂田敦哉] - 出演/企画/VFX/3DCG/美術/号令
- 「帰ってきた宮田バスターズ(株)」[監督：坂田敦哉][製作：奥山和由] - 出演/企画/VFX/3DCG/美術
- 「ユメヲイ」[監督：鈴木優太] - 出演
- 「銀河健康センター」[監督：坂田敦哉] - 特殊効果

## 受賞歴
- ハイスクールフォトアワード 2016 - グランプリ
- 全国高等学校写真選手権大会 2016 - 敢闘賞 （学校チームの一員として受賞）
- 第15回 上野彦馬賞 - 九州産業大学芸術学部写真映像学科奨励賞
- 第7回 タムロン鉄道風景コンテスト - 審査員特別賞
- 第36回 大阪府高等学校芸術文化祭写真部門 - 奨励賞
- “世紀のダヴィンチを探せ!”高校生アートコンペティション 2016 - 入選
- 第35回 大阪府高等学校芸術文化祭写真部門 - 佳作
- ハイスクールフォトアワード 2015 佳作
- アイデム写真コンテスト「はたらく姿」2015 佳作
- JAMCA PRIZE 2014 入選